# Сен Пријест
Сен Пријест (фр. Saint-Priest, Rhône) град је у Француској, у департману Рона.
По подацима из 1999. године број становника у месту је био 40.974.

## Демографија
| 1962.  | 1968.  | 1975.  | 1982.  | 1990.  | 1999.  | 2011.  |
| ------ | ------ | ------ | ------ | ------ | ------ | ------ |
| 10.681 | 20.419 | 36.734 | 42.677 | 41.876 | 40.974 | 42.535 |

## Партнерски градови
- Арецо
- Милхајм на Мајни